# Volo Caledonian Airways 153
Il volo Caledonian Airways 153 era un volo charter passeggeri internazionale a più scali, con partenza e destinazione all'aeroporto del Lussemburgo; gli scali erano a Maputo, in Mozambico, a Douala, in Camerun, e a Lisbona, in Portogallo. Il 4 marzo 1962, un Douglas DC-7C operante sulla rotta, registrazione G-ARUD, si schiantò poco dopo il decollo dall'aeroporto di Douala, Douala, Camerun, in una palude ai margini di una giungla, a 2,4 chilometri dalla pista. È tuttora il peggior disastro aereo coinvolgente un DC-7.

## L'aereo
Il velivolo coinvolto era un Douglas DC-7C, marche G-ARUD, numero di serie 45160, numero di linea 754. Volò per la prima volta nel 1957 e venne noleggiato da Sabena nel novembre del 1961 e chiamato Star of Robbie Burns. Aveva volato più di 14 000 ore prima dell'incidente.

## L'incidente
L'aeromobile doveva operare la terza tratta del volo numero 153 da Douala a Lisbona, in Portogallo. A bordo c'erano un totale di 101 passeggeri e 10 membri dell'equipaggio.
L'aereo si allineò con la pista 12 dell'aeroporto di Douala e iniziò la corsa di decollo. Secondo quanto appurato, un controllore del traffico aereo nella torre dell'aeroporto vide l'aereo sollevarsi da terra, 2400 metri dopo il rilascio dei freni. Notò anche che il velivolo non sembrava avere le luci di atterraggio accese (dovrebbero essere accese durante il decollo).
Testimoni riferirono che l'aereo percorse un tratto insolitamente lungo per decollare e che la salita iniziale fu molto lenta; il DC-7 scomparve dietro gli alberi. Il controllore del traffico aereo riferì agli investigatori che l'aereo faticò a salire e che il suo faro anticollisione venne visto illuminarsi a bassa quota prima di scomparire dietro gli alberi. L'ala sinistra colpì gli alberi nella completa oscurità e il velivolo si schiantò in un torrente che attraversa la giungla, esplodendo in fiamme dopo l'impatto.
Il luogo dell'incidente era vicino all'aeroporto ma molto difficile da raggiungere da parte dei soccorritori, che ci arrivarono solo nuotando nelle acque di alta marea del vicino torrente, quasi sei ore dopo l'incidente.

## Le indagini
Le indagini sull'incidente vennero avviate dalla direzione dell'aviazione civile del Camerun. Si svolse a Parigi, poiché il Camerun era un'ex colonia francese recentemente diventata indipendente.
Diversi scenari vennero studiati nell'inchiesta. Uno di questi era un guasto al motore; tuttavia, dopo un'indagine sui propulsori, venne appurato che avevano funzionato tutti correttamente. Fu anche suggerito che il carrello di atterraggio potrebbe essere stato utilizzato in modo errato; tuttavia, l'inchiesta stabilì che il carrello era stato sollevato e bloccato.
Gli investigatori scoprirono che c'era una discrepanza di 1040 kg nel manifesto di carico dell'aereo. Tuttavia, anche con questo piccolo errore, l'aereo avrebbe dovuto essere in grado di decollare da Douala. Sebbene gli inquirenti non potessero escludere un errore nelle velocità di decollo derivante dall'errore di carico, decisero che questo non sarebbe stato abbastanza grave da causare l'incidente.
Il rapporto finale venne pubblicato il 26 luglio 1963 a Parigi; gli investigatori non furono in grado di determinare con "assoluta certezza" ciò che aveva causato l'incidente. C'erano prove a sostegno della teoria secondo cui un meccanismo dell'equilibratore potrebbe essersi inceppato, comportando la necessità dell'applicazione di forze di controllo anomale sulla barra di comando durante il decollo. L'indagine dimostrò che ciò sarebbe stato coerente con una lunga corsa di decollo e con la perdita di altitudine alla retrazione dei flap.
Tuttavia, vi erano numerosi fattori che la ricerca non poteva escludere, tra cui guasti alla strumentazione, funzionamento improprio dei flap o un guasto elettrico. L'indagine non fu inoltre in grado di spiegare perché l'aeromobile cambiò rotta o perché le luci di atterraggio erano spente.